# 法哈
法哈（德語：Vacha，發音：[ˈfaxa] ⓘ）是德国图林根州瓦特堡县的城市，面积44.41平方千米，2023年12月31日人口为4,903人。2013年12月31日，法哈所属的法哈管理共同体解散，其成员市镇马丁罗达、弗尔克斯豪森和沃尔弗比特并入法哈。